# مسجد دزبري
المركز الإسلامي في مانشستر ومسجد ديزبري، (بالإنجليزية: Manchester Islamic Centre and Didsbury Mosque)‏، يقع في غرب حي دزبري، مانشستر، المملكة المتحدة. كان المسجد سابقاً كنيسة ميثودية، افتتح للعبادة في 1883م. ومن ثم تم تحويله في عام 1967م إلى مسجد جامع. يحضر المسجد في الجمعة أكثر من ألف مصلٍ من مختلف الأعراق والجنسيات.
المركز يعد الوجهة المفضلة لعديد الزائرين والروّاد للعبادة والتعلم، وبه نشاطات دعوية وعلمية واجتماعية متنوعة.
خطيب المسجد وإمامه هو الشيخ مصطفى عبد الله قراف، أبوعمر . ويعتبر أحد أكبر المراكز الإسلامية في عموم بريطانيا.

## زوار المركز
يزور المركز ما يقارب من 3000 شخص كل أسبوع ، حيث يقوم بتقديم خدماته المتنوعة للجالية المسلمة في مدينة مانشستر وما حولها، كما يقوم بالدعوة والتعريف بالإسلام واستضافة غير المسلمين من خلال العديد من الأنشطة. ويمثل رواد المركز المسلمين تقريباً كل الشرائح ممن يسكنون في مدينة مانشستر وما حولها من عرب وباكستانيين ومسلمين من الهند وبنجلاديش وغرب أفريقيا وتركيا والبوسنة وأفغانستان وغيرهم.

## وصلات خارجية
- موقع المركز الإسلامي في مانشستر ومسجد ديزبري